# Carlotta Giorgi
Carlotta Giorgi (Castiglione delle Stiviere, 11 novembre 1977) è una medica italiana esperta in biotecnologia.

## Biografia
Si è laureata in biotecnologie ad indirizzo farmaceutico presso l'Università di Bologna nel 2002 e ha conseguito il dottorato internazionale di ricerca in medicina molecolare presso l'Università Vita-Salute San Raffaele di Milano nel 2010. È docente presso il dipartimento di scienze mediche dell'Università degli Studi di Ferrara.

## Opere
- Batteremo il cancro. Storia di una ricercatrice mamma di cinque figli, di Carlotta Giorgi e Renzo Agasso, ed. Effatà, 2022.

## Riconoscimenti
- (2008) Premio ABCD per la miglior tesi di dottorato, da parte della Federazione Italiana Scienze della Vita[3].
- (2017) Premio Feltrinelli Giovani per la medicina[4][5].
- (2019) ERC Starting Grant, finanziamento europeo per la ricerca sulla proteina-freno[6].